# Rodrigo M. Talamante
Gral. Rodrigo M. Talamante (1876-1939) fue un militar mexicano que participó en la Revolución mexicana y la Guerra Cristera. Nació en Sonora. Se unió al constitucionalismo en 1913. En 1914 y 1915 luchó a las órdenes del Gral. Álvaro Obregón. En 1924 alcanzó el grado de general de brigada. Fue jefe de operaciones militares en distintas partes del país. En 1926 y 1927 estuvo al mando de la campaña contra los cristeros en Colima. Murió en Hermosillo, Sonora, en 1939.  